# Gao Yao (ministro)

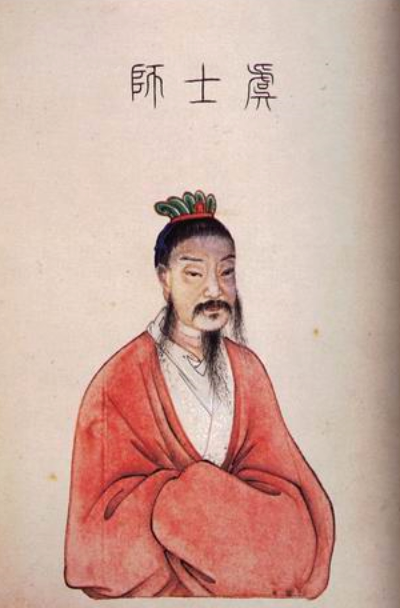
Gao Yao

Gao Yao (chinês: 皋陶) foi o Ministro da Lei do Imperador Shun na China pré-histórica, de acordo com a tradição. Gao Yao tornou-se um político, consultor sênior de Yu, o Grande. Seu pai era o Shaohao. Ele foi considerado o ancestral da casa imperial da dinastia Tang, que o honrou como Imperador Deming (德明皇帝).
Ele é citado, admoestando a seu rei: "o Céu pode ver e ouvir, e faz isso através dos olhos e ouvidos do povo; o Céu recompensa os virtuosos e pune os ímpios, e faz isso através das pessoas." Essa admoestação não promovem uma ideia de democracia; ela está de acordo com o Confucionismo, o princípio das ações humanas.
Alguns estudiosos chineses têm argumentado que ele é a mesma pessoa que Ye o Grande. Por Sima Qian ter sido o pai da Fei, o Grande, que mais tarde foi conhecido como Boyi. Vós foi reconhecido como um dos ancestrais da Casa de Ying no Qin e da casa de Zhao. Gao Yao, às vezes, é considerado o pai de Boyi.